# Triphosa quasiplaga
Triphosa quasiplaga là một loài bướm đêm trong họ Geometridae.